# Chiesa di San Francesco (Corridonia)
La chiesa di San Francesco è una chiesa di Corridonia, situata in piazza Filippo Corridoni.

## Storia e descrizione
Le tracce architettoniche più antiche risalgono al XIV secolo, mentre il campanile slanciato è del Quattrocento, decorato da monofore, elementi in cotto e scodelle maiolicate. La punta è mozza.
L'interno, a navata unica, venne rifatto nel Sette e Ottocento ed è decorato da numerosi stucchi. Tra le opere di rilievo, un Redentore in gloria e Madonna con santi di scuola marchigiana del Cinquecento (tra primo e secondo altare a sinistra). In sagrestia un'Immacolata concezione di Pasquale Marini (1712), una tavola con la Madonna col Bambino, i santi Sebastiano, Fabiano, Francesco, Rocco e Angeli e una tela con la Madonna col Bambino, la Samaritana, il Battista e la Maddalena, entrambe attribuite a Giovanni Francesco de Magistris.
Nel portico a destra della chiesa un bassorilievo, iscrizioni romane e una con versi in greco.